# Bissektipelta
Bissektipelta ist eine kaum bekannte Gattung der Vogelbeckensaurier (Ornithischia) aus der Gruppe der Ankylosauria.
Bislang wurden von Bissektipelta nur Teile des Schädeldaches sowie vereinzelte Zähne und Knochenplatten (Osteodermen) gefunden. Ansonsten ist über diesen Dinosaurier wenig bekannt. Vermutlich hatte er den bei allen Ankylosauriern vorkommenden stämmigen Rumpf mit einer Panzerung aus Knochenplatten und kurze kräftige Beine. Demnach dürfte er sich auf allen vieren (quadruped) fortbewegt und sich von Pflanzen ernährt haben.
Die fossilen Überreste von Bissektipelta wurden in der Bissekty-Formation in Usbekistan gefunden. Zunächst wurden die Funde der schon bekannten Gattung Amtosaurus zugeordnet, von der mit Amtosaurus magnus schon eine Art aus der Mongolei bekannt war. Nach Untersuchungen von Parish und Barrett im Jahr 2004 wurde Amtosaurus aufgrund der spärlichen Funde zum nomen dubium erklärt und die usbekischen Funde der neuen Gattung Bissektipelta zugesprochen. Der Name leitet sich vom Fundort, der Bissekty-Formation, und dem griechischen πελτα/pelta (=„Schild“) ab. Typusart ist B. archibaldi. Die Funde werden in die Obere Kreidezeit (spätes Turonium oder Coniacium) auf ein Alter von 91 bis 86 Millionen Jahre datiert.
Aufgrund der spärlichen Funde ist eine genaue systematische Einordnung nicht möglich, dieser Dinosaurier gilt daher als Ankylosauria incertae sedis.